# Фин'і
ГЕС Фин'і (凤仪航电枢纽) — гідроелектростанція на півдні Китаю у провінції Сичуань. Знаходячись між ГЕС Mǎhuí (вище по течії) та ГЕС Xiǎolóngmén, входить до складу каскаду на річці Цзялін, лівій притоці Дзинша (верхня течія Янцзи).
В межах проекту річку перекрили бетонною греблею висотою 35 метрів, у правобережній частині якої облаштовано судноплавний шлюз, а біля лівого берегу розташований машинний зал. Вона утримує водосховище з нормальним рівнем поверхні на позначці 280 метрів НРМ та максимальним рівнем під час повені 290,7 метра НРМ.
Основне обладнання станції становлять три бульбові турбіни потужністю по 28 МВт.